# Roberto Cartes
Roberto Cartes (Santiago del Cile, 6 settembre 1972) è un ex calciatore cileno, di ruolo centrocampista.

## Carriera

### Nazionale
Ha partecipato alla Copa América 1999.